# 陳南祿
陳南祿，GBS，JP（1955年9月2日—），前香港賽馬會董事局主席、前恒隆集團及恒隆地產行政總裁、前香港國泰航空副主席以及前太古股份有限公司董事。

## 簡歷
陳南祿在1961年畢業於跑馬地冬青道寶血女子中學附屬幼稚園（即寶血幼稚園）。小學時代就讀寶血小學，升讀香港著名傳統天主教耶穌會名校香港華仁書院（1967年中一至1974年中七，與前香港醫院管理局主席胡定旭、前香港輔助警察隊總監姚仰龍及前海事處處長廖漢波為同屆同學)，後進入香港大學，曾入住利瑪竇宿舍。1977年於港大畢業，取得政治及歷史學位。畢業後加入國泰航空，曾被派駐日本東京、北京等地。1984年在香港大學取得工商管理碩士學位。1989年獲委任為太古股份及太古(中國)有限公司駐北京首席代表兼總經理。
1992年，陳南祿回到國泰，出任國泰東南亞地區總經理，長駐於新加坡。1994年被調至國泰航空旗下港龍航空，出任行政總裁。1997年被升任國泰副董事總經理，1998年獲委任為常務總裁。2004年底接替唐寶麟出任國泰航空行政總裁，是首位擔任此職位的華人。陳南祿接掌國泰後，他促成了國泰航空與港龍航空的合併，並藉建立互控關係，加強了國泰與中國國際航空的合作關係，令國泰得以全面進軍內地市場。此一連串的決策被普遍認為促進了國泰的長遠發展，使國泰成功發展為地區樞紐航空公司 (regional hub airline)，屬於其任內之最大功績。然而，他在位期間亦不時招來國泰員工非議，認為他處理勞資糾紛的手法過於強硬；當中在2001年的機師罷工事件中，他更因為對參與機師作單方面解僱及帶有誹謗的指責而被法庭裁定需作出達六千萬港元的賠償，令到員工與高層之間的關係一度跌落低谷。
1997年1月至2002年12月，陳南祿獲委任為廉政公署社區關係市民諮詢委員會委員，並任社區聯絡小組委員會召集人。退任一年後，陳南祿再被邀請為廉政公署服務，獲委任為廉政公署防止貪污諮詢委員會主席及廉政公署貪污問題諮詢委員會委員，為期6年。彼亦曾任旅遊業誠信推廣計劃籌備委員會主席。
2000年至2003年，陳南祿獲委任香港海洋公園董事局主席，成功令海洋公園轉虧為盈，並為其日後發展奠定穩定基礎。他随後亦被委任為香港迪士尼樂園董事。
2006年8月，陳南祿獲委任為香港賽馬會董事（2020年4月升任副主席）。同月，他開始出任香港迪士尼樂園董事，為期2年。
2007年3月8日，在其公佈國泰航空2006年全年業績翌日，國泰航空（00293）宣布，陳南祿將辭任其行政總裁職務，2007年7月1日正式生效。同日起他會調往太古有限公司（0019）旗下太古（中國）有限公司出任該公司主席職位，以及加入太古地產及太古飲料董事局，但屆時陳南祿會繼續留任國泰董事局擔任非常務副主席。
2010年4月19日，國泰宣佈陳南祿因私人事務將於7月1日辭去公司副主席職務。同時，太古股份有限公司的公告稱，陳南祿將於7月1日辭去常務董事一職。他亦因此結束了在太古集團33年的工作。陳南祿由國泰航空首位華人行政總裁高職被調現職後，權力一直被架空，下屬只有秘書一人，使到主席職位有名無實，請辭一年多前已感意興闌珊，多番考慮後最終決定離開。
有指太古集團是一間非常傳統的英資公司，內部不少意見認為陳南祿功高蓋主，加上其形象突出甚至成為集團象徵，或與英資公司形象並不相符。
2010年4月27日，陳南祿獲委任為恒隆集團及恒隆地產的行政總裁，並在7月15日生效。他負責掌管恒隆在香港及內地的各項業務，成功建立並強化各項管理系統及品牌，推動恒隆未來發展。
2018年3月16日，恒隆集團及恒隆地產宣布陳南祿將於同年7月16日退休，其職位由原花旗銀行香港及澳門區行長盧韋柏接任。

## 公職
1997年1月至2002年12月，陳南祿獲委任為廉政公署社區關係市民諮詢委員會委員，並任社區聯絡小組委員會召集人。退任一年後，陳南祿再被邀請為廉政公署服務，獲委任為廉政公署防止貪污諮詢委員會主席及廉政公署貪污問題諮詢委員會委員，為期6年。彼亦曾任旅遊業誠信推廣計劃籌備委員會主席。
陳先生現時是香港地產建設商會董事會及執行委員會成員、香港 – 台灣灣商貿合作委員會香港委員、港日經濟合作委員會香港委員及香港中國旅遊協會名譽會長。他亦是香港中華總商會常務會董及中國香港(地區)商會創辦人。他並且是香港賽馬會董事局主席、香港公益金名譽副會長，也是中華海外聯誼會理事、上海海外聯誼會理事及團結香港基金顧問。
他亦被委任為香港大學校董會成員、香港大學信興學院顧問委員、香港科技大學商學院顧問委員、香港中文大學酒店及旅遊管理學院顧問委員、中山大學嶺南（大學）學院國際顧問委員、新加坡南洋理工大學南洋商學院顧問董事會成員及史丹福大學商學院香港分會諮詢委員。
陳先生亦在多個公營機構擔任公職，當中包括香港貿易發展局、香港旅遊發展局、航空發展諮詢委員會及大學教育資助委員會。在擔任大學教育資助委員會委員期間，陳先生更成為質素保證局主席。他亦曾是香港旅遊業議會及香港航空公司代表協會主席，以及國際航空運輸協會理事會成員。

## 家庭
陳南祿已婚，其妻伍淑恩是美心集團主席伍沾德之四女（因此他是伍淑清的妹夫）。夫婦二人育有一子陳卓俊、一女陳欣彤。

## 作品
2000年起，陳南祿在香港《文匯報》以「遨天」為筆名撰寫旅遊專欄，分享他被派駐海外及公餘旅遊的見聞經歷，並集結成多本散文集，包括：
- 《藍天綠地》 ISBN 988201481X
- 《寫我遊情》 ISBN 9882018130
- 《風花說日》 ISBN 9882111688（內容連結）
- 《雲濤偶拾》 ISBN 9789882115644
- 《獅城畫意》 ISBN 9882116841
- 《美人美事》 ISBN 9789882190603
- 《中東南北：伊朗、埃及、黎巴嫩、敍利亞四國行》 ISBN 9882191959
- 《Great Cities of the World》 ISBN 9789628269501

當中賣書所得的版稅悉數捐贈予兩家慈善機構—「國泰愛心兒童輪椅庫」和「恩光之友會」。

## 名下馬匹
陳南祿曾任香港賽馬會董事局主席，曾先後擁有名下馬匹「有機可乘」、「時時有機」、「天時地利」、「天地同心」、「天地同欣」，而且皆由徐雨石訓練。

## 以他命名的事物
- 陳南祿錦標，香港賽馬會主席賽馬日的盃賽場合之一，由2022/2023馬季起舉辦

## 榮譽
- 1997年 英國皇家航天學會院士
- 2001年 香港科技大學 Beta Gamma Sigma 榮譽
- 2000年 香港太平紳士
- 2002年 香港銀紫荊星章
- 2004年 香港科技大學工商管理學榮譽博士學位
- 2004年 香港管理專業協會院士
- 2009年 法國榮譽軍官勳章[8]
- 2009年 香港大學專業進修學院校友會傑出校友
- 2010年 香港中文大學 Eta Sigma Delta 榮譽
- 2012年 香港金紫荊星章
- 2013年 香港大學名譽大學院士
- 2014年 嶺南大學社會科學榮譽博士學位
- 2016年 香港大學Beta Gamma Sigma 榮譽